# Indianapolis Motor Speedway
Indianapolis Motor Speedway je silniční závodní okruh v Indianapolis v USA.
Okruh v Indianapolis je druhý nejstarší dosud využívaný silniční závodní okruh na světě, který v roce 1908 postavili Carl Fischer, James Allison, Arthur Newby a Frank Wheeler. Povrch tvořil drcený kámen zalitý dehtem. První závod se zde uskutečnil v červnu 1909 a nebyl to závod automobilů, ale balonů, další z vášní Carla Fischera.
První automobilový závod se tu konal v srpnu 1909, ale série smrtelných nehod přiměla majitele okruhu k přestavbě povrchu. Jako nejlepší jim připadl nápad vydláždit povrch dráhy cihlami, kterých bylo použito 3,2 milionu. První závod 500 mil Indianapolis se zde uskutečnil v roce 1911 a vítězem se stal Rayem Harroun.
Během 1. světové války dráha sloužila jako letiště a sklady pro armádu, ale od roku 1919 se po ní opět rozjely závodní vozy.
V letech 1950–1960 se závody konané na této trati započítávaly do mistrovství světa Formule 1. Od roku 2000 byla trať upravena pro závody formule 1 (nejezdila se na celém oválu, využívala se pouze poslední klopená zatáčka a cílová rovinka a jezdilo se v opačném směru) a pořádala se tu Grand Prix USA.

## Formule 1
| No. | Rok  | Jezdec             | Konstruktér | Motor    | Pneu | Čas           | Délka kola | Počet kol | Rychlost     | Datum       |
| --- | ---- | ------------------ | ----------- | -------- | ---- | ------------- | ---------- | --------- | ------------ | ----------- |
| 1   | 2000 | Michael Schumacher | Ferrari     | Ferrari  | B    | 1:36:30,883 h | 4,192 km   | 73        | 190,376 km/h | 24. září    |
| 2   | 2001 | Mika Häkkinen      | McLaren     | Mercedes | B    | 1:32:42,840 h | 4,192 km   | 73        | 198,039 km/h | 30. září    |
| 3   | 2002 | Rubens Barrichello | Ferrari     | Ferrari  | B    | 1:31:07,934 h | 4,192 km   | 73        | 201,476 km/h | 29. září    |
| 4   | 2003 | Michael Schumacher | Ferrari     | Ferrari  | B    | 1:33:35,997 h | 4,192 km   | 73        | 196,222 km/h | 28. září    |
| 5   | 2004 | Michael Schumacher | Ferrari     | Ferrari  | B    | 1:40:29,914 h | 4,192 km   | 73        | 182,699 km/h | 20. červen  |
| 6   | 2005 | Michael Schumacher | Ferrari     | Ferrari  | B    | 1:29:43,181 h | 4,192 km   | 73        | 204,648 km/h | 19. červen  |
| 7   | 2006 | Michael Schumacher | Ferrari     | Ferrari  | B    | 1:34:35,199 h | 4,192 km   | 73        | 194,118 km/h | 2. červenec |
| 8   | 2007 | Lewis Hamilton     | McLaren     | Mercedes | B    | 1:31:09,965 h | 4,192 km   | 73        | 201,401 km/h | 17. červen  |

## MotoGP
| No. | Rok  | Jezdec          | Konstruktér | Pneu | Čas           | Délka kola | Počet kol | Rychlost     | Datum     |
| --- | ---- | --------------- | ----------- | ---- | ------------- | ---------- | --------- | ------------ | --------- |
| 1   | 2008 | Valentino Rossi | Yamaha      | B    | 37:20,095 min | 4,216 km   | 20        | 135,509 km/h | 14. září  |
| 2   | 2009 | Jorge Lorenzo   | Yamaha      | B    | 47:13,592 min | 4,216 km   | 28        | 149,977 km/h | 30. srpen |
| 3   | 2010 | Dani Pedrosa    | Honda       | B    | 47:31,615 min | 4,216 km   | 28        | 149,029 km/h | 29. srpen |
| 4   | 2011 | Casey Stoner    | Honda       | B    | 46:52,786 min | 4,216 km   | 28        | 151,086 km/h | 28. srpen |
| 5   | 2012 | Dani Pedrosa    | Honda       | B    | 46:39,631 min | 4,216 km   | 28        | 151,796 km/h | 19. srpen |
| 6   | 2013 | Marc Márquez    | Honda       | B    | 44:52,463 min | 4,216 km   | 27        | 152,201 km/h | 18. srpen |
| 7   | 2014 | Marc Márquez    | Honda       | B    | 42:07,041 min | 4,170 km   | 27        | 160,395 km/h | 10. srpen |
| 8   | 2015 | Marc Márquez    | Honda       | B    | 41:55,371 min | 4,170 km   | 27        | 161,139 km/h | 9. srpen  |

## Verze okruhu

Původní speedway (1909–)
Původní okruh Grand Prix (2000–2007)
Upravený okruh Grand Prix (2008–2013)
Původní motocyklový okruh (2008–2013)
Speedway (2008–2013)
IndyCar Grand Prix (2014–)
Upravený motocyklový okruh (2014–)
Speedway (2014–)